# Mustafa Al-Jamie
Mustafa Salah Majeed Al-Jamie (ar. مصطفى صلاح مجيد الجمعي;ur. 25 lutego 2002) – iracki zapaśnik walczący w stylu wolnym. 
Srebrny medalista igrzysk panarabskich w 2023. Triumfator mistrzostw arabskich w 2024. Trzeci na mistrzostwach Azji juniorów w 2022 roku.